# Likhu Khola
Der Likhu Khola ist ein linker Nebenfluss des Sunkoshi im Himalaya im östlichen Nepal. 
Der Fluss wird vom Zurmochegletscher am Südhang des Likhu Chuli gespeist. Er fließt in überwiegend südsüdwestlicher Richtung durch das Gebirge. Dabei fließt er entlang der Grenze zwischen den Provinzen Madhesh im Westen und Koshi im Osten. Das Einzugsgebiet des Likhu Khola grenzt im Westen an das des Tamakoshi und im Osten an das des Dudhkoshi. 
Der Likhu Khola hat eine Länge von zirka 75 km.